# Pablo de Santis
Pablo De Santis (Buenos Aires, 27 de fevereiro de 1963) é um escritor, jornalista e quadrinista argentino. Por seus livros infanto-juvenis, recebeu em 2004 o Prêmio Konex. Em 2016, foi eleito para a Academia Argentina de Letras.